# Monte Velha
Le monte Velha est un sommet secondaire de l'île de Fogo au Cap-Vert, situé entre la Chã das Caldeiras et la municipalité (concelho) côtière de Mosteiros. Il culmine à 1 482 mètres d'altitude et abrite l'une des plus importantes réserves forestières du pays. Il est également connu des randonneurs qui le franchissent lorsqu'ils empruntent le sentier à fort dénivelé qui relie la caldeira à l'océan Atlantique. 

## Géographie

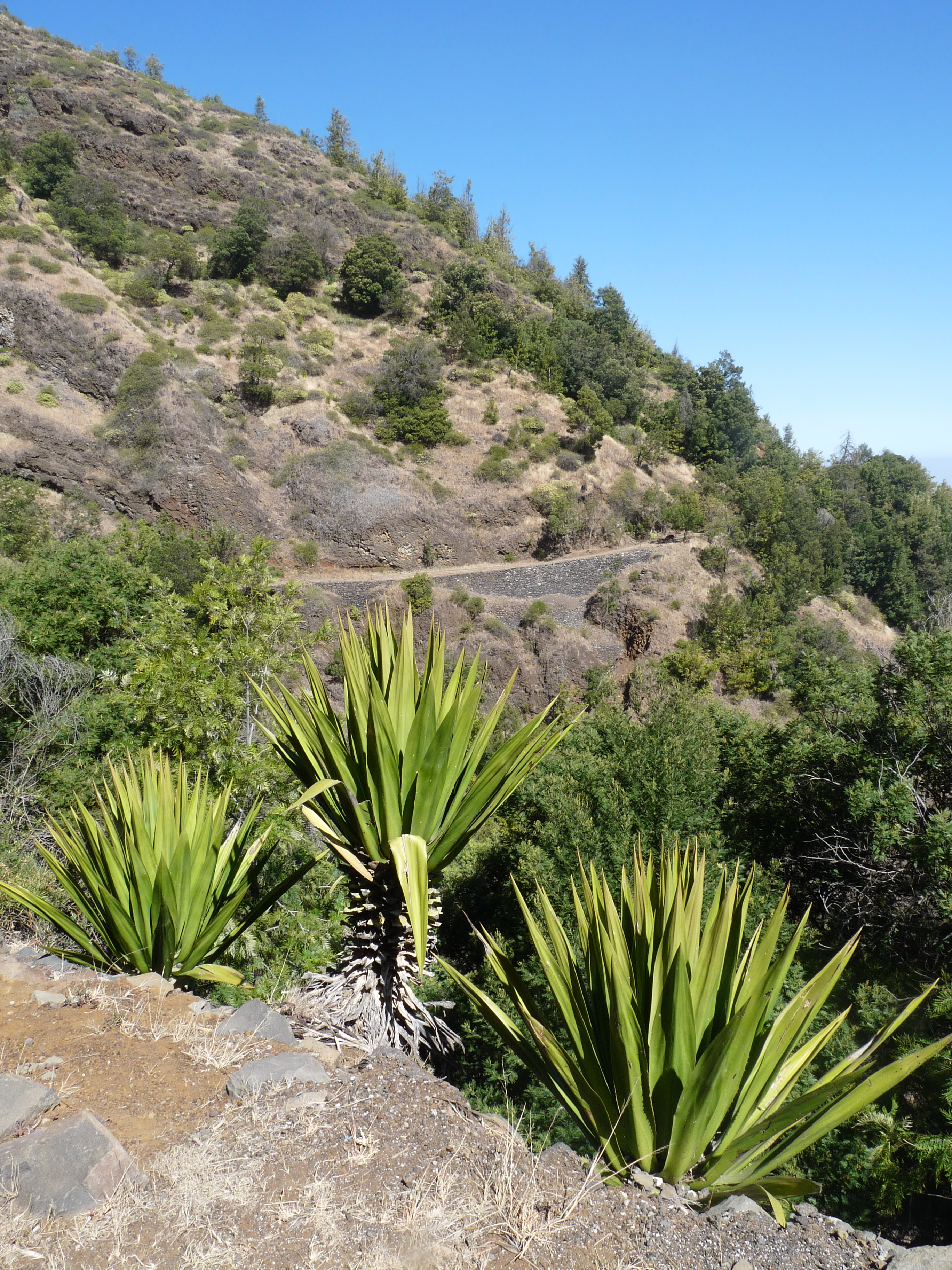
Contournement du monte Velha par un sentier forestier bordé d'agaves

### Topographie
Peu élevé en comparaison du volcan de l'île, le Pico do Fogo qui atteint 2 829 m d'altitude, le monte Velha se caractérise cependant par la forte pente de ses versants (plus de 30 % entre le sommet et la mer).

### Climat
En raison de son exposition aux vents du nord-est, le monte Velha présente une humidité plus grande que le reste de l'île, ainsi qu'une végétation différente. Il est doté d'une station pluviométrique implantée à 1 300 m d'altitude, dont les observations menées au cours du temps mettent en évidence d'importantes variations. Par exemple, selon une étude couvrant la période 1970-1988, cette zone a reçu des précipitations annuelles moyennes de 664,1 mm, alors que Feijoal-Mosteiros, à une altitude de 285 m près de la côte, en recevait 322,4 et Patim, située en zone semi-aride de l'autre côté de l'île à 535 m, n'en recevait que 162,6. En revanche le géographe portugais Orlando Ribeiro, qui étudia le volcan dans les années 1950 après l'éruption de 1951, avançait des chiffres bien plus élevés : 1 037 mm pour le monte Velha contre 509 mm à Feijoal. Une thèse allemande des années 2000 confirme cette irrégularité : 383,6 mm en 1998, puis 1 480 en 1999 et 1 457 en 2000.

## Protection environnementale
Les arbres (eucalyptus, pins, mimosas, citronniers, cyprès) y sont protégés dans le cadre d'un parc forestier (Perímetro florestal de Monte Velha) de 850 hectares situé à une altitude 1 000 m environ. Un droit d'entrée y est perçu.
Cette réserve naturelle a été victime de plusieurs incendies. En 2004, plus de 300 hectares ont été détruits. Le 23 avril 2011, plus de 80 ha, soit 6 % du périmètre, ont à nouveau été la proie des flammes, touchant une zone riche en plantes endémiques, telles que le tortolho (Euphorbia tuckeyana), le lantisco (Periploca chevalieri), la losna (Artemisia gorgonum), l'erva-cidreira (Satureja forbesii) et le cravo-bravo (Erysimum caboverdeanum). Grâce à des précipitations favorables, une campagne de reboisement de la zone sinistrée a pu être lancée dès août 2011.